# Stigmidium johnii
Stigmidium johnii är en lavart som beskrevs av Halici & D. Hawksw. 2007. Stigmidium johnii ingår i släktet Stigmidium och familjen Mycosphaerellaceae.   Inga underarter finns listade i Catalogue of Life.